# Metaleurodicus arcanus
Metaleurodicus arcanus là một loài côn trùng cánh nửa trong họ Aleyrodidae, phân họ Aleurodicinae.
Metaleurodicus arcanus được Martin miêu tả khoa học đầu tiên năm 2004.